# Паленчук Степан Ілліч
Паленчук Степан Ілліч (1898 – 1937) — український науковець-економіст, професор. Жертва сталінських репресій.

## Біографія
Народився у селі Самушин на Буковині (на той час — територія Румунії). Освіту розпочав у гімназії міста Чернівці, після чого рік навчався у Віденському університеті. У цей період був мобілізований до австрійської армії, однак 1917–1919 роки провів у полоні в Італії. Повернувшись, вступив до Чернівецького університету, де його знову мобілізували, цього разу до румунської армії. У 1920 році втік до Галичини.
У 1921 році вступив до Львівського університету, але після чергових переслідувань у 1923 році перебрався до Радянської України. З 1926 року викладав політекономію у київській партійній школі та суспільствознавство у вечірній робітничій школі. У 1927–1930 роках навчався в аспірантурі при Київському кооперативному інституті, паралельно працюючи у Київському інституті народного господарства (КІНГ) імені Євгенії Бош до 1932 року.
Займав низку посад: викладач політекономії, декан робітничого факультету (1929), декан фінансово-господарського факультету. Після реорганізації КІНГ очолював із 18 листопада 1930 року до 1932 року фінансово-банківський інститут (з березня 1932 року — фінансово-економічний інститут, ФЕІ). Випустив підручник «Вступ до політичної економії. Теорія вартості». Надалі працював професором у авіаційному інституті, однак був виключений з партії.
У 1937 році за сфабрикованою справою був заарештований і розстріляний 7 грудня 1937 року в Биківні. Реабілітований у 1957 році.
Його онучка — українська кінопродюсерка Паленчук Анна Альбертівна.